# Acanthastrea
Acanthastrea is een geslacht van neteldieren uit de klasse van de Anthozoa (bloemdieren).

## Soorten
- Acanthastrea bowerbanki Milne Edwards, 1857
- Acanthastrea brevis Milne Edwards & Haime, 1849
- Acanthastrea echinata (Dana, 1846)
- Acanthastrea faviaformis Veron, 2000
- Acanthastrea hemprichi (Ehrenberg, 1834)
- Acanthastrea hillae Wells, 1955
- Acanthastrea ishigakiensis Veron, 1990
- Acanthastrea lordhowensis Veron & Pichon, 1982
- Acanthastrea regularis Veron, 2000
- Acanthastrea rotundoflora Chevalier, 1975
- Acanthastrea subechinata Veron, 2000